# Alejandra Pinzón
Pour les articles homonymes, voir Alejandra et Pinzón.
Alejandra Pinzón, née le 11 février 1986 à Cali en Colombie, est une actrice et modèle colombienne,,,.  

## Biographie
Elle commence sa carrière professionnelle à l'âge 16 ans lorsqu'elle suit des cours d'art dramatique avec Victoria Hernández à Bogotá.

## Filmographie
- 1997 : Dos mujeres (série télévisée) : Maria Urdaneta (3 épisodes)
- 1997 : La deuda : Estrellita, la fille de Carlota
- 1998 : La sombra del arco iris (série télévisée) : Ángela Anzola (3 épisodes)
- 1998 : El amor es más fuerte (série télévisée) : Tistis
- 2004 : La viuda de la mafia (série télévisée) : Jenni Paola «Yeni» de Cruz
- 2007 : Madre Luna (série télévisée) : Juana
- 2008-2009 : Sin senos no hay paraíso (série télévisée) : Paola (56 épisodes)
- 2009 : Victorinos (série télévisée) : agent Samantha Rojas / Natalia Ronderos
- 2011 : Sexo, mentiras y muertos : Mariangela
- 2016-en cours : Sin senos sí hay paraíso (série télévisée) : Paola Pizarro (42 épisodes)